# Riemwier
Riemwier (Himanthalia elongata) is een bruinwier in de orde Fucales. Het leeft in de noordoostelijke Atlantische Oceaan en de Noordzee. Het is een veel voorkomende bruinwier in ondiep water.

## Kenmerken
Het thallus is in eerste instantie een kleine afgeplatte of schotelvormige schijf tot drie centimeter breed met een korte steel. In de herfst of winter groeien vanuit het midden hiervan lange riemen die zich een aantal keer dichotoom vertakken. Ze groeien snel en kunnen de volgende zomer, wanneer ze volwassen worden, wel twee meter lang worden. Ze dragen de conceptakels, de voortplantingsorganen en beginnen te rotten wanneer de gameten in het water zijn losgelaten. De schijven gaan twee of drie jaar mee.

## Voorkomen
Riemwier is wijdverbreid in de Noordoost-Atlantische Oceaan van Scandinavië (Faeröer) tot Portugal en Spanje. Het komt ook voor in de Noordzee en de Oostzee. Het is slechts tijdelijk de thuisbasis van Helgoland. Daar is het in de nazomer regelmatig te vinden na stormen op het strand. 